# داردن (تنسی)
داردن (به انگلیسی: Darden) یک منطقهٔ مسکونی در ایالات متحده آمریکا است که در شهرستان هندرسون، تنسی واقع شده‌است. داردن ۳۹۹ نفر جمعیت دارد و ۱۴۱٫۱۲ متر بالاتر از سطح دریا واقع شده‌است.